# HSST
HSST（英: High Speed Surface Transport）は、日本で開発された磁気浮上リニアモーターカーである。頭字語を構成する元の単語を直訳すると高速度地表輸送となるが、これは当初、空港アクセスが想定されたためで、航空輸送に接続する地上側の輸送ということである。電磁石の吸引力で約1センチメートル浮上しリニアモーターで動かすことにより、軌道（線路）に接触せずに走行するため、低振動・低騒音および高速走行が可能であることが特徴である。当初は日本航空、その後は名古屋鉄道が中心となり開発が進められた。運転速度および輸送能力に応じてHSST-100、HSST-200、HSST-300の3システムが開発されている。
2005年3月に愛知高速交通東部丘陵線（愛称：リニモ）で常設路線として初の営業運転を開始した。

## 開発経緯
1970年代初頭、当時建設が進められていた成田空港が都心から60 km以上離れており、また世界的にも空港が遠隔地に移動していく潮流を受けて、自社技術による空港アクセス交通システムについて日本航空によって独自に調査・研究が始められた（なお、成田空港のアクセスについては、これと別に運輸省や国鉄が成田新幹線を計画していたが、未実現に終わった）。
日本航空では当時の世界各地の交通システムも調査・研究し、特に西ドイツで開発が進んでいた磁気浮上式鉄道に注目し、航空機技術と組み合わせれば最適な交通システムが作れると判断した。当時、西ドイツの磁気浮上式鉄道が地上一次式リニア同期モーターを採用したメッサーシュミット・ベルコウ・ブローム(MBB)社の主導するトランスラピッドの開発に一本化され、使い道を模索中だったクラウス=マッファイ社の車上一次式リニア誘導モーターを採用していたトランスラピッド04の吸引式磁気浮上の基礎的技術を導入して1974年頃から開発が開始された。当時の開発目標として最高速度を300 km/hとした。
また、クラウス=マッファイ社から吸引式磁気浮上に関する技術を導入したため、あたかもトランスラピッドのコピーであるかのような印象を与える場合もあるが、実際にはMBB社の主導によって開発されたトランスラピッドが高速化に適した地上一次式リニア同期モーターを使用するのに対して、HSSTでは浮上と案内を兼用した車上一次式リニア誘導モーターを採用する等、同じ吸引式磁気浮上でも細部は異なる。HSSTで使用されている車上一次式リニア誘導モーターのコンセプト自体は、ドイツの磁気浮上式鉄道の開発がMBB社が主導するトランスラピッドに一本化される前に、クラウス=マッファイ社がトランスラピッド04で実用化の一歩手前まで既に研究が進められていたが、あくまでも高速化を追求するトランスラピッドでは採用されなかったという背景がある。トランスラピッド04では制御の難しい両側式リニア誘導モーターを採用していたのに対し、HSSTでは制御が比較的容易な片側式リニア誘導モーターを採用している。

## 性能
急勾配や急曲線での走行性能が非常に優れており、振動や騒音が少なく、乗り心地が安定している。最高速度は案内軌条式鉄道（AGT）に比べて速く、冬季での積雪や凍結時の影響も少ないため、季節を通して安定した輸送力をもっているのが特徴である。

## 基本技術

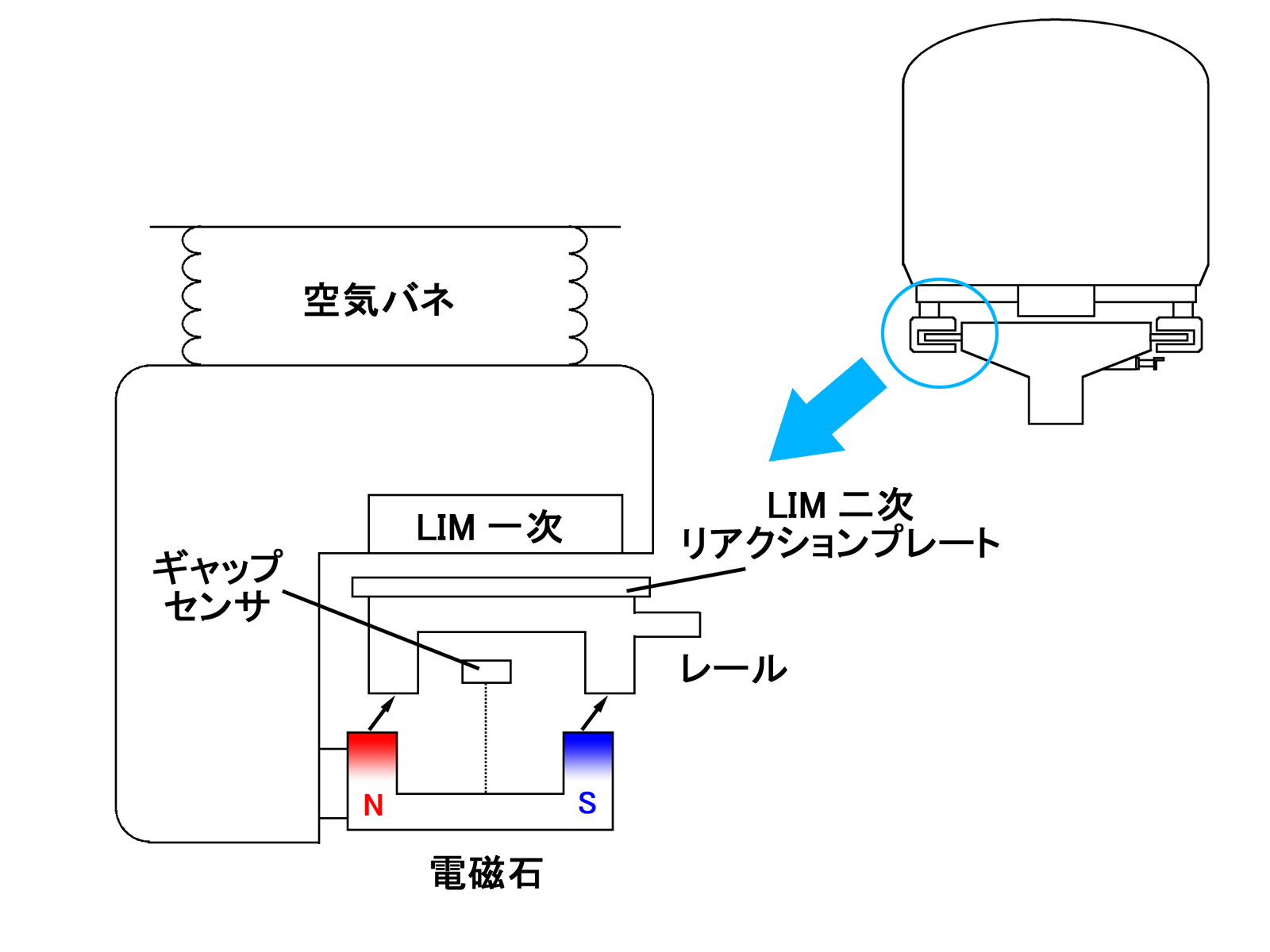
HSSTの構造図。車両とレール側のU字構造の頭頂部同士に働く吸引力で浮上および案内力が生ずる。

### 浮上・案内
浮上・案内には電磁吸引制御式が採用されている。HSSTの特徴でもあるが、1つの機構で浮上力と案内力を兼用して発生させる方式である。軌道側に鉄製の浮上案内レールが下向きに取り付けられており、車両側には、モジュールによりレールを抱きかかえる形で取付けられている電磁石がレールと対向している。この電磁石がレールを吸引する力により浮上力を得る。この方式で安定した浮上力を得るためには、レールと電磁石の間のギャップを常にギャップセンサにより測定し、毎秒4,000回の演算を行い常時一定の間隔を保つように電磁石を制御している。HSST-100で電磁空隙は約8 mm、浮上量は約6 mmである。
また、レールおよび吸引磁石は車両進行方向に対して共にU字型をしており、レールと吸引磁石のU字の頭が互いに対向するように配置される。このU字部分の頭頂部に一致するように横向きの力が働くが、これが案内力となる。
電磁吸引制御式の特徴として、浮上磁石が鉄レールを引き付ける際に、磁界の影響で鉄レール内にはうず電流が発生する。このうず電流と浮上電磁石との間には車両を制動する方向に力が働く。これを回避するためには、磁束密度を低くし代わりに広い面積で車体の浮上を支えることが有効である。HSSTではモジュール（後述）構造により車両長さ方向をほぼカバーするように浮上磁石を配置している。

### 推進
片側式リニア誘導モーター（リニアインダクションモータ）が採用されている。これは、車両側に誘導電動機の固定子（電機子）に相当する一次側コイルを、軌道側に誘導電動機の回転子に相当する二次側の金属プレート（リアクションプレート）を持つ構造となっている。この方式では、軌道側にコイルを持つ必要はないが、車両側で電機子の磁極切り替え制御を行う必要がある。また一般にリニアインダクション（誘導）モータはリニアシンクロナス（同期）モータに比べて消費電力の効率が悪いとされている。
またHSSTではリニア誘導モータの駆動装置としてVVVF方式インバータを用いたV/f一定制御（電圧と周波数の比を一定制御）が採用されている。

## 車両技術

### モジュール
一般の鉄道車両の台車相当の部分をHSSTではモジュールと呼ぶ。一般の鉄道の台車と異なり、HSSTのモジュールは車両のほぼ全長にわたって分散するように配置されている。これは横方向磁束方式とも呼ばれる。モジュールは浮上、案内、推進、ブレーキの機能をまとめたものであり、車体の両側に連続的に配置されている。モジュールには2個の浮上・案内電磁石を1組として2組、リニア誘導モータの一次側が1つ、ギャップセンサなどが内蔵されている。モジュールの左右はアンチ・ロール・ビームで接続されている。
車体とモジュール間には空気ばねによりモジュール端の4箇所で接続されており、これにより車体への振動緩和を行っている。

### ブレーキ
通常の場合はリニアモータからの制動力による電気ブレーキを使用する。しかし安全面を考慮し油圧ブレーキも装備されている。油圧ブレーキは、ブレーキシューが車両側に装備され、シューにより軌道側の浮上案内レールの一部を挟むことで制動力を得る。
ブレーキ系統は常用系と保安系の二重のシステムを持っている。保安系ブレーキは電磁弁に対して常時励磁しており、電気系の故障などで励磁が解除されると油圧ブレーキが作動するフェイルセーフになっている。

### 給電装置
HSSTでは、車上側の推進コイル、浮上コイルに対して電力供給が必要となる。このため軌道側に設置されている電車線から車両側に設置された集電装置による接触給電（直流750 Vまたは直流1,500 V）が行われる。HSST-03までは推進用のリニア誘導モータの励磁用の交流電流を地上に設置されたVVVF方式インバータから給電していたので給電線が多かった。HSST-04以後はVVVF装置は車載式になり給電装置も最小限で済むようになった。
検修庫で安全上、軌道から集電できない場合は電源ケーブルを接続して浮上する。

### 車上電源
浮上中に電源異常になった場合に備え、バックアップバッテリが搭載されている。バックアップバッテリのみでも数十秒間の浮上が可能。

## 軌道
HSSTの場合、浮上や推進に必要なコイル類はすべて車両の両側に装備されるため、軌道は両側に設置されている、このためシンプルにできる特長がある。軌道構造にはダブルビーム型とシングルビーム型の2種類がある。

### ダブルビーム型
ダブルビーム型は、2つのコンクリート支柱（ビーム）で車両を支える。支柱間に車両側の機器部分を入れることができ、車両の低重心化が図れ、高速化に適するが、その反面、軌道の建設コストは割高になる。
筑波万博などでデモ走行を行ったHSST-03形に採用された実績がある。

### シングルビーム型
シングルビーム型は、車両直下に軌道のビームがくるため、軌道下に車体の一部（機器など）を持ってくることができず、ダブルビーム型に比べて車両の重心が高くなる欠点がある。
愛知高速交通東部丘陵線を含むHSST-03以外の車両ではこの方式を採用している。

## 環境への影響

### 騒音
車両側への給電が集電装置により接触して行われるが、これによる騒音の発生は軽微である。従って従来の軌道鉄道と比べても低騒音での導入が可能である。

### 磁界
東部丘陵線の開通に先立ち、愛知医科大学の水谷登らによりペースメーカーにHSSTシステムが与える影響の調査・報告が行われた。これによると誤作動は認められなかったという。

## ランニングコスト
タイヤがなく非接触なので、タイヤやブレーキシューの交換の必要がなく集電靴以外の消耗品もほとんどない。また、変速機のような分解整備を必要とする可動、摩耗の伴う部品交換を要する装置を備えないので高稼働を維持できるので予備車両も少なくて済む。他の新交通システムと比較して、ゴムタイヤでの走行に起因する転がり抵抗や減速機での損失が無く、浮上に要する電力を併せても消費電力もあまり差がないため、結果的にランニングコストは少なくてすむ。

### 消費電力
HSSTは、リニア誘導モーターであるため、一般の鉄道で使用されている直流モーターや同期モーター等の回転式電動機よりも効率が低い。
浮上にかかるエネルギー消費は一般的なイメージより小さく、HSST-100で6 mmの浮上に必要な消費電力は1 t当り0.8 kW程度である。HSSTが走行時に消費する電力のうち、浮上における消費分は5から30 %程度で、推進による消費が大部分である。推進時の抵抗は他の新交通システムで見られるゴムタイヤの転がり抵抗や減速機による損失が無いので、その傾向は高速化する程一層顕著になる。

## HSSTシステムの種類
HSSTではその用途別に主に3種類の基本形に分かれている。

### HSST-100形
都市型交通システムなどの短距離路線を想定。道路上にも容易に軌道設置できるように、車両サイズは新交通システムと同規模でモジュールを片側3台ずつ装備し、最小曲線半径を25 m、最高速度は100 km/h程度とし、磁気浮上式であることを活かして急勾配な線形も取れるように考慮したシステム。また、最小曲線半径を50 mとし、車両サイズを都市モノレール程度まで伸ばした-100ストレッチ形も考えられ、実際に愛知高速交通東部丘陵線では、この-100ストレッチ形を基にした車両が採用された。

### HSST-200形
都市モノレールから新幹線程度までの速度や輸送容量を持つ、比較的幅の広い適用範囲を想定した中距離路線を想定。最高速度は200 km/h程度かそれ以上、モジュールを片側4 - 5台装備し、最小曲線半径を100 mとしている。HSST-04/05がこれにあたる。

### HSST-300形
大都市間の高速大量輸送用を想定。最高速度は300 km/h程度かそれ以上。HSST-03がこのタイプの原型である。

## 実験車両

### HSST-01
1975年に製作した無人実験車両で、リニア誘導モーター駆動。ただし、250 km/h以上の速度試験には試験線の全長の制限により加速度が足りず、固体ロケットエンジン（日産自動車製）も併用し、1978年には307.8 km/hを達成している。国立科学博物館に寄贈され、上野本館で展示された後、同博物館の筑波地区資料庫で保管されている。

### HSST-02
1978年に製作された客室スペースを持つ実験車両。8人分の座席を確保し、乗り心地改善のため2次サスペンションが導入された。最高速度は110 km/h。HSST-01と同様、国立科学博物館へ寄贈、展示された後、筑波地区資料庫で保管。

### HSST-03
1985年の筑波万博、1986年のバンクーバー国際交通博覧会、1987年の岡崎市制70周年記念博覧会「葵博」（岡崎公園）でデモ走行を行った。日本航空と住友電気工業が中心となって開発したもので、長さ13.8 m、幅2.95 m、高さ3 m、重量約12トン、座席数は47席あり、軌道にダブルビーム型を採用。また台車に替わりモジュールを採用（6モジュール/両）。当時はまだパワーエレクトロニクスが車両に搭載できるほど小型軽量化されていなかったので浮上、推進の制御用VVVFインバーターは地上にあった。そのため、給電線の本数が以後の機種よりも多い。筑波博では約350 mの軌道上を30 km/hで走行し、1往復4分程の搭乗体験ができた。筑波博では直線の軌道だったが、バンクーバー博では曲線の軌道を走行した。葵博の終了後、1990年8月31日まで約180 mの軌道上を運行した後、現在は岡崎市の南公園（交通広場）で保存展示されている。

### HSST-04
1988年に熊谷市で行われたさいたま博覧会にて展示走行した車両。HSST-200形として開発、最高速度は30 km/h。VVVFが車載となる。

### HSST-05
1989年の横浜博覧会にて開催期間中のみ営業運転した車両で、2両編成化していた。HSST-200形として開発、最高速度は45 km/h。
営業路線として運行された。

### HSST-100
都市型交通システムへの特化・実用化を目指した車両。中部HSST開発により1991年から大江実験線（1.5 km）で各種試験が行われ、試乗会なども催された。
- HSST-100S
1991年に開発された、車体長8.5 mの新交通システム相当の車両。設計最高速度110 km/h。現在は名古屋鉄道の舞木検査場構内に保存されている。
- HSST-100L
1995年に開発された、車体長14.4 mの都市モノレール相当の車両。設計最高速度130 km/h。100Sの実験で得られた課題の改善や、コストの低減化が図られた。後に愛知高速交通東部丘陵線100形のベースモデルとなった。HSST-100Lは三菱重工三原製作所にてHSSTの試験車両として使用されていたが、後に伊藤忠商事から買い取った元愛知高速交通100型第09編成にその役割を譲る形で引退し解体された。

## 営業路線

### 営業中路線
- 東部丘陵線（愛知高速交通）藤が丘駅 - 八草駅（8.9 km）
愛知県名古屋市名東区と愛知県豊田市を結ぶ軌道法に基いた浮上式の軌道路線である。
2005年3月6日開業。愛称は「リニモ (Linimo)」。最高速度は100 km/h。
2020年現在では、上記の愛知高速交通東部丘陵線が唯一のHSST営業路線となっている。この路線は、2005年に愛知県で開催された万国博覧会（愛・地球博）の開幕に合わせて開業した。なお、東部丘陵線そのものは万博とは関係なく計画、建設された。1999年に「あいち学術研究ゾーン」への導入が決まり、2002年11月に初の実用車両となる3両編成の100形が落成した。大江実験線での試験[7]を経て、2005年に開業した。

### 期間限定で運行された路線
- 横浜博線（エイチ・エス・エス・ティ）美術館駅（現 みなとみらい地区34街区 MARK IS みなとみらい） - シーサイドパーク駅（現 臨港パーク）（0.5 km（515 m））
神奈川県横浜市みなとみらい地区で開催された横浜博覧会の会期中（1989年3月25日 - 10月1日）に、リニアモーターカーとして日本初の営業運転を行った。1988年4月30日第一種鉄道事業免許取得、1989年10月2日廃止[8]。会期中のみの期間限定運行であり、鉄道事業法の期間限定営業免許に基づく浮上式の鉄道路線であった。
愛称は、YES'89線。車両はHSST-200形（2両編成）、所要時間2.5分、最高速度43km/h（最高性能200km/h）、勾配 最高6%、曲線半径 最小100m、車体重量 38t/2両（定員78人/両、最大127人/両）、運賃は大人600円・小人300円[9]。

## 中止された計画

### 新千歳空港連絡路線
1975年頃から日本航空が新千歳空港へのアクセス手段としてのHSST導入構想を検討し、1976年1月13日には日本航空総合開発委員会が広島町役場にて千歳市・恵庭市・広島町の企画担当者を集めて札幌-新千歳空港-苫小牧間での建設計画の説明会を実施した。1976年時点では1980年の実用化を目標に札幌-千歳空港間所要時間9分間、建設費土地設備費390億円・耐氷雪対策100億円などを合わせ計1350億円、運行速度は直行便で時速300km・各駅停車便で時速150km、停車駅候補地として札幌市白石区厚別・広島町・恵庭市が挙げられ札幌市内では厚別地区で地下鉄と乗り継ぐ形や道路空間を用いて都心まで乗り入れる形が想定されていた。
1977年には営業路線への転用を前提とした7-13km程度の高架実験コースの建設計画が打ち出され、1979年時点では千歳市内に全長15kmの実験線計画が報じられた。
その後1985年2月時点では中断状態となるも、同年12月にはエイチ・エス・エス・ティ社が新千歳空港ターミナル開業の1992年完成を目標として新たな事業会社の設立方針を決定、1986年1月には広島町での研究会にエイチ・エス・エス・ティ社社長などを交える形で住民説明会を実施し総工費1000億円・最高時速300kmの計画としていた。一方で道内財界によるJRリニア式の実験線誘致・営業線開設運動とも競合し、エイチ・エス・エス・ティ開発発足直前の1992年末時点でも導入を働きかける方針を示唆していたものの、着工には至らなかった。

### 旭川市内路線
1984年から市民グループが中心となり旭川市内へのリニアモーターカー導入を検討し、1984年6月に旭川市が検討委員会を設け同年9月にHSST導入に向けて旭川市・旭川商工会議所・北海道・北海道東北開発公庫やエイチ・エス・エス・ティ社の5者により「旭川HSST推進連絡協議会」の設立に向けて合意、10月20日に連絡協議会初会合を実施。
車両はHSST-100型2両、最高時速130km・市内平均時速40km、複線高架式で1kmあたりの建設費は20-30億円、1990-91年度開業を目標に神居地区-旭川駅-春光地区、旭川駅-東光・豊岡地区または市内中心部-旭川空港・旭川医科大学のルートを想定。1986年12月から翌年3月には旭川市南土木事務所で長さ8m・幅2m・高さ2.5ｍの軌道を仮設し耐氷雪実験を実施していた。その後エイチ・エス・エス・ティ開発社発足直前の1992年時点でも旭川市が市内と旭川空港の連絡手段としての導入案を検討していたが、その後は進展していない。

### ドリーム開発ドリームランド線（ドリームランドモノレール）
1966年に大船駅から横浜ドリームランドを結ぶドリーム交通モノレール大船線が開通したが、翌年に安全上の問題から運休となる。以後モノレール設備は放置されていたが、後に路線を引き継いだドリーム開発が1995年にHSSTを導入の上運行再開させることを計画、路線免許も磁気浮上式に変更された。投資額は300億円で1997年の着工と1999年の開業を目論み通常時は2両・ラッシュ時は4両での運行を計画した。しかし親会社であるダイエーの経営が傾くなどの理由により導入計画は頓挫。同線はその後2003年に正式に廃線となり施設は撤去された。
なお、計画の経緯からドリームランド線は手続き上「営業中の浮上式鉄道路線」の廃止として扱われたものの、実際には改良工事に着手していないため、同線にHSSTの設備は存在しなかった。

### 広島空港連絡鉄道
白市駅から広島空港までの約8 kmに敷設予定の鉄道で、1989年から広島県が広島空港へのアクセス鉄道の検討を始め、1995年からHSST方式の導入計画が検討された。1998年の広島県の調査ではHSSTでの建設費320億円の見積もりで比較候補の在来鉄道の376億円・モノレール369億円・新交通システム350億円に対して安価で運営費は年間1.3億円・所要時間5分間でJR山陽本線との乗り換えと合わせ広島駅まで40分間となり2003年度以降の着工を目指していた。その後需要の低迷からHSST案は断念され2000年には県が従来の鉄道での建設案に転換するも、その後2006年9月に県議会で計画の見送り（事実上の断念）が発表された。

### 日本国外へのシステム販売
2003年11月、日本国外へのHSSTの販売に向け、HSSTシステム販売株式会社が設立された。中国、台湾、アメリカなどに売り込みを図ったが結果が出せずに、2011年12月2日に解散している。

## 歴史
- 1972年 - 日本航空が検討開始[29]。
- 1974年 - 日本航空の技術陣が本格的に開発に着手[3]。
- 1975年 - 横浜市新杉田に200 mの直線軌道を敷設して基本実験を開始。同年の12月に重さ約1 tのHSST-01の浮上走行に成功。
- 1976年 - 川崎市東扇島に1,300 mの実験線を建設。
- 1978年2月14日 - HSST-01にて307.8 km/hを記録する[3]。
- 1979年 - 国からの補助金を得て東扇島の実験線を1,600 mに延長し、曲線と勾配を持つ本格的なものに改良する。
- 1981年3月 - HSSTの基礎実験フェーズを終了し、東扇島の実験線も閉鎖。
- 1985年3月から9月 - 茨城県筑波研究学園都市で開催された国際科学技術博覧会にて、HSST-03が世界で2番目の実用デモ走行に成功。30 km/hと低速の走行ながら人気を博した（→つくば科学万博の交通も参照）[注釈 4]。
- 1985年10月 - HSSTの事業化を目指す新会社「エイチ・エス・エス・ティ」を設立[30]、日本航空社員らが個人出資し1億2600万円で日航が保有する技術特許や実験器具などを取得[31]。
- 1986年5月から10月 - カナダ・バンクーバーで開催された国際交通博覧会にHSST-03を出展、一部に曲線走路を含むデモ走行が行われた。
- 1987年3月から5月 - 愛知県岡崎市で開催された葵博にてHSST-03が展示走行。軌道長180 m。このときの車両は岡崎南公園交通広場に静態保存されている。
- 1988年3月から5月 - 埼玉県熊谷市で開催されたさいたま博覧会にてHSST-04が展示走行。最高速度30 km/h。
- 1989年3月から10月 - 神奈川県横浜市で開催された横浜博覧会の横浜博線（YES'89線）では、運輸省（当時）より日本初の磁気浮上式鉄道の営業免許を取得した旅客営業輸送をHSST-05で行う。最高速度42 km/h。
- 1989年8月 - 名古屋鉄道が筆頭株主となり愛知県、日本航空などが出資して中部エイチ・エス・エス・ティ開発株式会社（中部HSST開発、本社：名古屋）を設立。
- 1991年 - 実用化へ向け、中部HSST開発により、名古屋市の名鉄築港線沿いの大江・東名古屋港間に1.5 kmの大江実験線が建設され、開発が行われる。
- 1993年1月13日 - 日本航空など49社により開発や受託運行を担う「エイチ・エス・エス・ティ開発」を設立[18][32]。
- 1999年11月 - 名古屋東部丘陵地域の「あいち学術研究ゾーン」への導入が決まる。
- 2000年 - 東部丘陵線を運営する愛知高速交通株式会社が設立される。日本航空が出資も含めて完全に撤退。
- 2003年11月 - 世界各国へのHSSTの販売に向け、伊藤忠商事、中部HSST開発、名古屋鉄道の3社によりHSSTシステム販売株式会社が設立される。
- 2005年3月6日 - 愛知高速交通東部丘陵線（愛称：リニモ）がHSST-100により開業される[注釈 5]。最高速度は約100 km/h。
- 2015年4月 - 中部HSST開発が愛知高速交通に吸収合併される。確実な技術継承が主な合併理由。

## その他
筑波万博で実車の運行を担当した日本航空のグループ会社である日航商事からHSST-03の1/80スケール模型が販売された。実際に浮上走行するもの（永久磁石の反発力で浮上、電磁石により推進）と展示用途のみのもの（これも永久磁石の反発力で浮上）とがある。このほかには100円のおかしメン（カップラーメン）のおまけやぜんまい仕掛けの玩具等でもHSSTの模型があった。